# Enrique Arrizon
Enrique Arrizon (Ciudad de México; 8 de diciembre de 1993) es un actor y conductor de televisión mexicano.
Estudió actuación en el Foro Shakespeare y CasAzul. En cine se ha destacado por la película Las hijas de Abril, producción cinematográfica por la cual obtuvo un reconocimiento en el Festival de Cannes. Como conductor se dio a conocer por reconocidos programas producidos para Televisa y Cartoon Network. En televisión, debutó en la telenovela de Televisa titulada La jefa del campeón.

## Filmografía
| Año        | Título                | Rol                | Notas |           |
| Películas  | Películas             | Películas          | Películas                                                                                                 | Películas |
| ---------- | --------------------- | ------------------ | --- | --------- |
| 2014       | Desterrados           | Gabriel            | Cortometraje                                                                                              |           |
| 2017       | Las hijas de Abril    | Mateo              | |           |
| 2017       | Rico's Ride           | Rico               | |           |
| Televisión |                       |                    | |           |
| 2015–2017  | Como dice el dicho    | Mario              | - Episodio: «La esperanza es lo último que muere» - Episodio: «Amigos de muchos años, dan los desengaños» |           |
| 2017       | El César              | Moisés Cota        | Episodios: «Poder al poder» & «Para eso están»                                                            |           |
| 2018       | La jefa del campeón   | Rey Bravo Menchaca | Rol principal; 59 episodios                                                                               |           |
| 2018       | Sin miedo a la verdad | Emilio             | Episodio: «Mirreyes Impunes»                                                                              |           |
| 2021-2025  | Acapulco              | Maximo Gallardo    | |           |
| 2023       | El colapso            | Omar               | |           |